# Pteroplatidius
Pteroplatidius is een kevergeslacht uit de familie van de boktorren (Cerambycidae). De wetenschappelijke naam van het geslacht werd voor het eerst geldig gepubliceerd in 1961 door Linsley.

## Soorten
Pteroplatidius is monotypisch en omvat slechts de volgende soort:
- Pteroplatidius octocostatus (Bates, 1880)